# 진해신항초등학교
진해신항초등학교(鎭海新港初等學校)는 대한민국 경상남도 창원시에 있는 공립 초등학교이다.

## 연혁
- 2017.03.01 진해신항초등학교 개교(11학급, 특수반1, 유치원3 포함)
- 2017.03.01 초대 이진환 교장 부임
- 2017.03.02 제1회 입학식(신입생 38명)
- 2017.09.01 2학급 증설(13학급, 특수반1,유치원3 포함)